# میلبانک (داکوتای جنوبی)
میلبانک(به انگلیسی: Milbank) شهری در ایالت داکوتای جنوبی کشور ایالات متحده آمریکا است که جمعیت آن در سرشماری سال ۲۰۱۰ میلادی، ۳٬۳۵۳ نفر بوده‌است.